# Salix famelica
Salix famelica là một loài thực vật có hoa trong họ Liễu. Loài này được (C.R. Ball) Argus mô tả khoa học đầu tiên năm 2007.